# Amity (Arkansas)
Pour les articles homonymes, voir Amity.
Amity est une municipalité du comté de Clark, dans l’État de l’Arkansas aux États-Unis.

## Démographie
| 1880 | 1890 | 1910 | 1920 | 1930 | 1940 | 1950 | 1960 |
| ---- | ---- | ---- | ---- | ---- | ---- | ---- | ---- |
| 140  | 211  | 813  | 680  | 608  | 608  | 591  | 543  |

| 1970 | 1980 | 1990 | 2000 | 2010 | - | - | - |
| ---- | ---- | ---- | ---- | ---- | - | - | - |
| 614  | 859  | 526  | 762  | 723  | - | - | - |